# 阿蘭·拉克
阿蘭·拉克（英語：Alan Douglas Ruck，1956年7月1日—）是美國的一位演員。他最著名的作品是在《咪走堂》中飾演Cameron Frye，以及在ABC情景喜劇《政界小人物》中飾演Stuart Bondek。他出生在俄亥俄州克利夫蘭。